# Wells Gray
Provincionální park Wells Gray, anglicky Wells Gray Provincial Park, se nachází v kanadské provincii Britská Kolumbie na půli cesty mezi městem Kamloops a Národním parkem Jasper. Rozléhá se na ploše 5400 km2 a je domovem pro 219 druhů ptáků a 50 druhů savců.

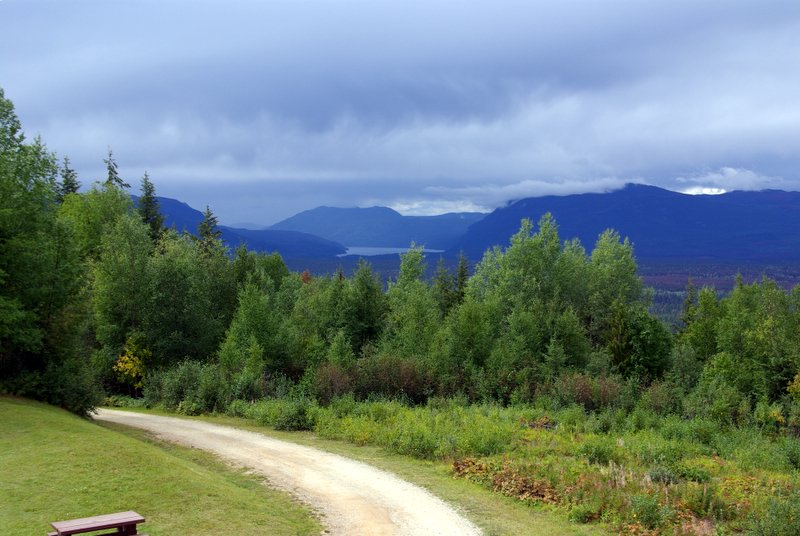
Krajina v parku Wells Gray

Před příchodem Evropanů byla oblast parku loveckým územím kmenů Shuswapů a Chilcotinů, což s sebou přinášelo konflikty o to, kdo má právo na tomto území lovit, proto dnes mnoho názvů v parku připomíná střety mezi těmito dvěma kmeny (např. “Battle Mountain”, “Fight Lake” nebo “Battle Creek”). Rozvoj v oblasti odstartoval až příchod Canadian Pacific Railway v sedmdesátých letech 18. století. Samotný park byl založen v roce 1939 a pojmenován po provinčním ministrovi půdy Arthurovi Wellesley Grayovi.

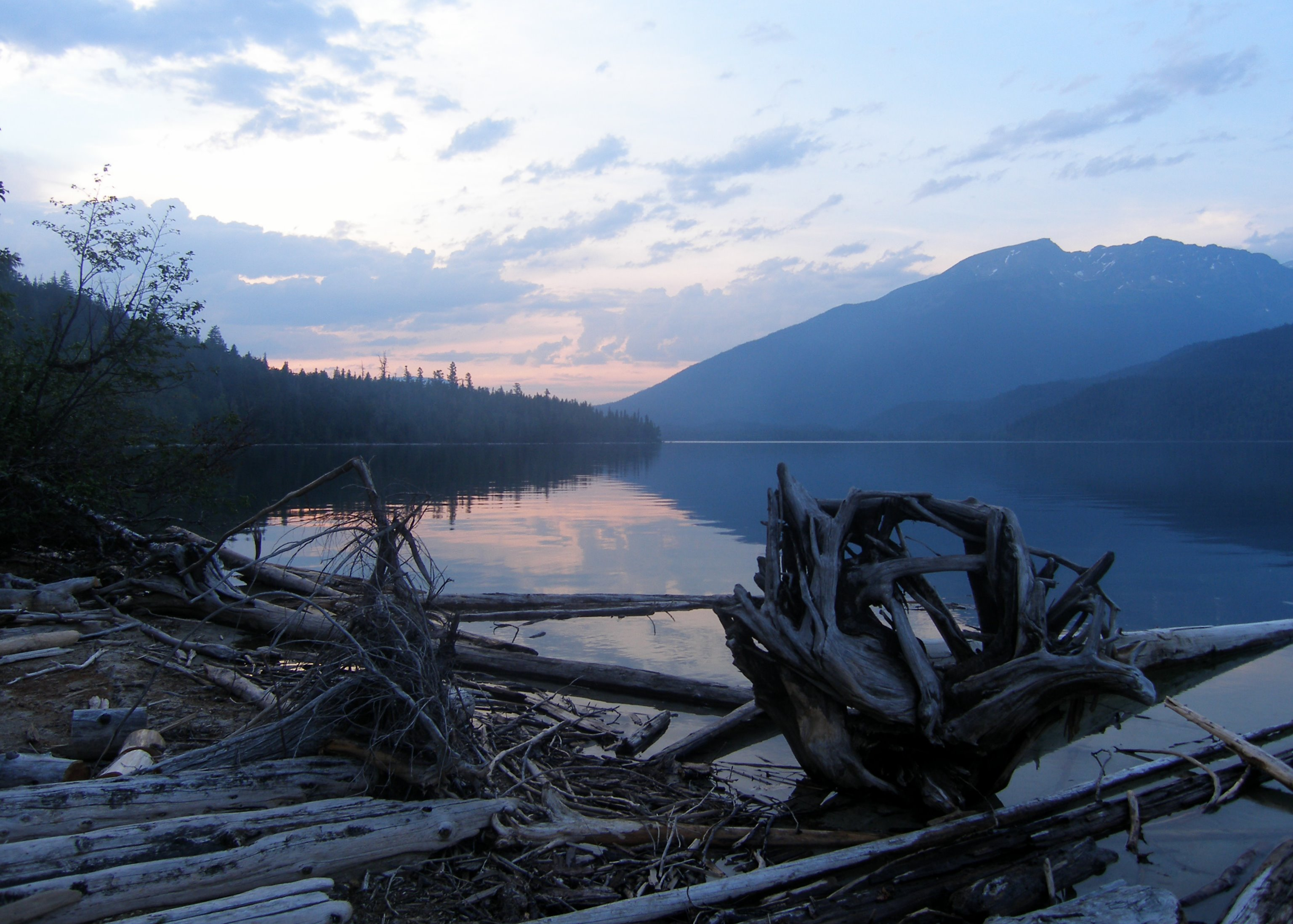
Jezero Cleanwater

Dnes park láká turisty po celý rok, populární je především mezi lyžaři a trempy. Díky rozsáhlému vodnímu systému je oblast známa jako ideální cíl pro splavování. Jezero Murtle je se svými 100 km pobřeží největším jezerem v Severní Americe určeným pouze pro bezmotorovou plavbu. Park obsahuje také množství nečinných sopek a lávová pole. Právě sopečná činnost vyvolala procesy, které vedly k vymodelování krajiny, která je nesmírně bohatá na vodopády.
Nejznámějším vodopádem parku a pravděpodobně největší atrakcí je vodopád Helmcken na řece Murtle, který s rachotem z výšky 141 metrů padá do propasti. Je čtvrtým nejvyšším vodopádem v Kanadě. Mezi další již méně známé vodopády parku patří Dawson Falls a Spahats Creek.

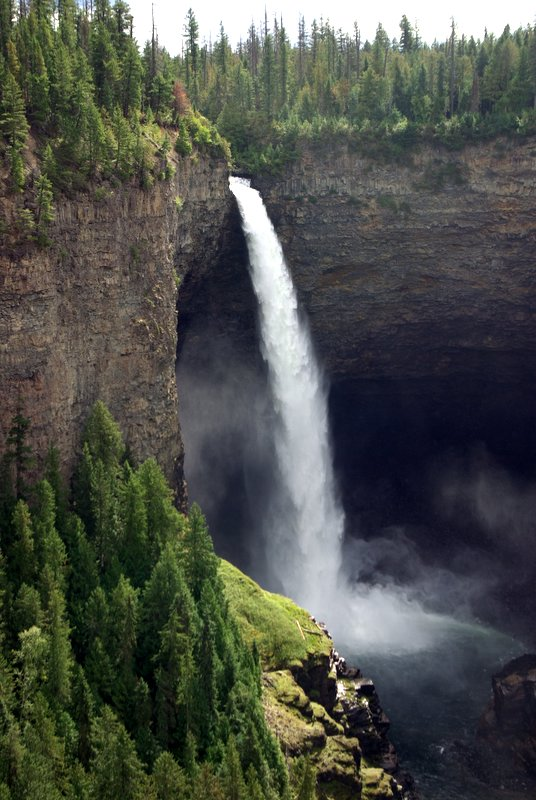
Vodopád Helmcken

Wells Gray leží ve stínu nedalekých národních parku a netěší se takovému zájmu turistů, v tom ale tkví jeho největší devíza. Nabízí tichou krajinou posetou alpskými loukami obklopenými hustými jehličnatými lesy.
Vstupními místy do parku jsou města Blue River, 100 Mile House a Clearwater, v kterém se také nachází návštěvnické centrum.